# 信原幸弘
信原 幸弘（のぶはら ゆきひろ、1954年4月2日 - ）は、日本の哲学者。専門は、科学哲学・心の哲学・認知科学の哲学。東京大学名誉教授。

## 経歴
兵庫県生まれ。1973年淳心学院高等学校卒業、1977年東京大学教養学部教養学科（科学史及び科学哲学分科）卒業、1983年同大学院理学系研究科科学史・科学基礎論専攻博士課程同単位取得退学、1985年関東学院大学工学部専任講師、1990年創価大学文学部助教授、1992年筑波大学哲学・思想学系助教授、1995年東京大学大学院総合文化研究科助教授、2000年5月「心の現代哲学」で東京大学より博士（学術）の学位を取得、2007年 准教授、2008年教授（広域科学専攻相関基礎科学系）、2011年科学基礎論学会理事長。

## 著作

### 単著
- 『心の現代哲学』勁草書房、1999年
- 『考える脳・考えない脳ー心と知識の哲学』講談社現代新書、2000年
- 『意識の哲学ークオリア序説』岩波書店、双書現代の哲学、2002年
- 『情動の哲学入門―価値・道徳・生きる意味』勁草書房、2017年

### 共編著
- 『ハイデガーと認知科学』門脇俊介共編 産業図書 2002年
- 『シリーズ心の哲学Ⅰ 人間篇』編 勁草書房、2004年、担当「心の哲学のおもな流れ」1頁～23頁 ISBN 4326199245
- 『シリーズ心の哲学Ⅱ ロボット篇』編 勁草書房、2004年、担当「認知哲学のおもな流れ」1頁～26頁 ISBN 4326199253
- 『シリーズ心の哲学Ⅲ 翻訳篇』編 勁草書房、2004年、担当「心の哲学の基本問題」1頁～16頁 ISBN 4326199261
- 『脳神経倫理学の展望』原塑共編著 勁草書房 2008年
- 『脳科学は何を変えるか? まだ見ぬ未来像の全貌』エクスナレッジ共編 エクスナレッジ 2010年
- 『脳神経科学リテラシー』原塑,山本愛実共編著 勁草書房 2010年
- 『精神医学と哲学の出会い 脳と心の精神病理』中山剛史共編著 玉川大学出版部 2013年
- 『シリーズ新・心の哲学Ⅰ 認知篇』太田紘史共編 勁草書房 2014年
- 『シリーズ新・心の哲学Ⅱ 意識篇』太田紘史共編 勁草書房 2014年
- 『シリーズ新・心の哲学Ⅲ 情動篇』太田紘史共編 勁草書房 2014年
- 『シリーズ精神医学の哲学1 精神医学の科学と哲学』石原孝二・糸川昌成共編著 東京大学出版会 2016年
- 『時間・自己・物語』編著、春秋社、2017年
- 『心の哲学』編、新曜社、ワードマップ、2017年

### 訳書
- ジェリー・A.フォーダー『精神のモジュール形式 人工知能と心の哲学』伊藤笏康共訳 産業図書 1985年
- A.J.エイヤー『ウィトゲンシュタイン』みすず書房 1988年
- ゼノン・W.ピリシン『認知科学の計算理論』産業図書 1988年
- ポール・チャーチランド 『認知哲学ー脳科学から心の哲学へ』（宮島昭二との共訳） 産業図書、1997年 ISBN 4782801114
- ルース・G.ミリカン『意味と目的の世界 生物学の哲学から』勁草書房 ジャン・ニコ講義セレクション 2007年
- スーザン・ブラックモア 『1冊でわかる 意識』（筒井晴香、西堤優との共訳）、岩波書店、2010年 ISBN 4000269011
- パトリシア・S・チャーチランド『脳がつくる倫理 科学と哲学から道徳の起源にせまる』樫則章, 植原亮共訳 化学同人 2013年
- ポール・チャーチランド『物質と意識 脳科学・人工知能と心の哲学』西堤優共訳 森北出版 2016年